# Carabdytes upin
Carabdytes upin là một loài bọ cánh cứng trong họ Bọ nước. Loài này được Balke, Hendrich & Wewalka miêu tả khoa học năm 1992.